# Phytomyptera aurocrista
Phytomyptera aurocrista är en tvåvingeart som beskrevs av Barraclough 1985. Phytomyptera aurocrista ingår i släktet Phytomyptera och familjen parasitflugor. Inga underarter finns listade i Catalogue of Life.